# Т-клітина віртуальної пам'яті
Т-клітини віртуальної пам’яті (TVM) є субпопуляцією Т-лімфоцитів. Це клітини, які мають фенотип клітин пам'яті, але не зазнали впливу чужорідного антигену. Вони класифікуються як клітини пам’яті, але не мають очевидної функції пам’яті. Вперше їх відкрили та описали у 2009 році. Назва походить від комп'ютерного терміна «віртуальна пам’ять», яка описує робочу пам’ять на основі альтернативного використання існуючого простору фізичного диску.

## Походження TVM
TVM виникають з аутореактивних Т-клітин під час відбіру у тимусі. Аутореактивні лімфоцити  в тимусі зазвичай видаляються (шляхом апоптозу), оскільки вони розпізнають власні структури організму і можуть викликати аутоімунне захворювання. Однак деякі аутореактивні CD8+ Т-клітини призначені для перетворення в TVM. Цим процесом керує CD8-Lck. Розмноження та підтримка популяції TVM залежить від факторів транскрипції Eomes та IRF4. Присутність цитокіну IL-15 є критичною.

## Функція TVM
Існування Т-клітин пам’яті також відомо у неімунізованих тварин. TVM є клітинами, специфічними і реагуючими на чужорідні антигени, які ніколи раніше не зустрічалися. Існують різні фенотипні невідповідності між наївними клітинами, справжними клітинами пам’яті та TVM. Після активації ми можемо знайти функціональні відмінності. Легко відрізнити наївні клітини від клітин пам’яті, але справжні клітини пам’яті від TVM можна відрізнити лише за маркерами CD49d і CD122 .
TVM викликають сильнішу запальну відповідь за допомогою цитокінів IL-12 та IL-18, ніж наївні Т-клітини. Вони є значним виробником IFN-γ. Порівняно з фенотипами інших наївних клітин, TVM представляє лише 10-30% популяції, але випереджає інші типи субпопуляції завдяки сильній проліферації. Реакція TVM відбувається повільніше, ніж у справжніх клітин пам’яті. Ці властивості свідчать про те, що TVM можуть брати участь як у вроджених, так і в адаптивних імунних реакціях під час імунної відповіді.
Ще одна неодмінна особливість – супресія потенційних станів. Це відбувається вже при розвитку TVM з аутореактивних клонів Т-клітин. З цієї причини деякі дослідники вважали, що знання про TVM можна використовувати в боротьбі з аутоімунними реакціями, але поки жодних доказів цього не знайдено.
Фізіологічна роль TVM ще не досліджена, але результати наукових робіт показують, що вони мають унікальний тип відповіді на патогени та сприяють функціональному розмаїттю імунної системи Т-клітин, що необхідно для ефективного імунного захисту.

## CD4 позитивні TVM
Вище були розглянуті лише CD8+ Т-лімфоцити, але також описані CD4+ TVM. Функції цих клітин не відомі, але припускається їх ще більш вірогідний зв’язок з аутоімунними станами, як пригнічення так і утворення.